# Чкалова, Валерия Валерьевна
Валерия Валерьевна Чкалова (10 мая 1935, Москва, СССР — 20 апреля 2013, там же) — кандидат технических наук. Член Союза журналистов России. Дочь Героя Советского Союза Валерия Павловича Чкалова, почётный гражданин Чкаловского района.

## Биография
Валерия Валерьевна родилась 10 мая 1935 году в Москве. После окончания в 1959 году физического факультета Московского государственного университета им. М. В. Ломоносова работала во Всесоюзном научно-исследовательском институте радиотехники. Прошла путь от инженера до начальника сектора в 1969 году. После окончания аспирантуры защитила кандидатскую диссертацию, учёное звание — старший научный сотрудник. 
Валерия Валерьевна Чкалова — автор книг и более десяти статей, посвящённых жизни и деятельности В. П. Чкалова. 
На протяжении многих лет осуществляла поиск и изучение архивных документов, необходимых для более полного представления о профессиональной и общественно-политической деятельности В. П. Чкалова.
Скончалась 20 апреля 2013 года. Похоронена на Новодевичьем кладбище.

## Творчество

### Книги
- Чкалова В. В. Валерий Чкалов: документально-публицистическая повесть. — М.: Новости, 2004. — 320 с.
- Чкалова В. В. Валерий Чкалов. Легенда авиации. — М.: АСТ-ПРЕСС КНИГА, 2005. — 336 с. — (Историческая серия).
- Чкалова В. В. Чкалов без грифа «Секретно». — М.: Полиграфресурсы, 1999. — 64 с.

### Статьи
- Чкалова В. В. Как пытались перекрасить историю // Эхо планеты. — 2002. — 8—14 февр. — С. 30—32.